# Nałęczowianka
Nałęczowianka – akratopega wydobywana z ujęcia położonego w warstwie wodonośnej poziomu paleoceńsko – górnokredowego. 
Nałęczowianka jest wodą niskosodową, średniozmineralizowaną, z przewagą wodorowęglanów wapnia i magnezu. Charakteryzuje się prawie zerową zawartością azotanów i azotynów, co świadczy o jej czystości chemicznej. 
Wydobywana jest z ujęcia „Nałęczowianka” w uzdrowisku Nałęczów.

## Historia
W 1817 roku Józef Jan Celiński, profesor Uniwersytetu Warszawskiego, przeprowadził pierwszą analizę chemiczną wody z nałęczowskiego źródła. Efektem jego badań było powstanie w Nałęczowie słynnego uzdrowiska oraz historycznych Starych Łazienek, widniejących na opakowaniach Nałęczowianki. 
Od grudnia 2006 roku firma „Nałęczowianka Sp. z o.o.” kontynuuje swoją działalność pod firmą Nestlé Waters Polska, Zakład Produkcyjny Nałęczów.

## Skład mineralny
Ogólna zawartość minerałów w litrze wynosi 650 mg.
Zawartość znaczących dla zdrowia składników mineralnych:
| Nazwa           | Wzór chemiczny | Zawartość [mg/l] |
| Kationy         | Kationy        | Kationy          |
| --------------- | -------------- | ---------------- |
| wapniowy        | Ca2+           | 110,2            |
| magnezowy       | Mg2+           | 23,1             |
| sodowy          | Na+            | 11,0             |
| potasowy        | K+             | 2,8              |
| Aniony          |                |                  |
| wodorowęglanowy | HCO3-          | 435,7            |
| chlorki         | Cl-            | 9,2              |
| fluorek         | F-             | 0,3              |
| krzemionka      | SiO2           | 21,52            |

## Produkty
Nałęczowianka jest dostępna w sprzedaży w następujących odmianach: niegazowana, delikatnie gazowana, gazowana, smakowa (cytrynowa, truskawkowa).